# Alex Mateas
(en) Statistiques sur statscrew
Alexander Peter Traian Mateas (né le 28 mars 1991 à Ottawa, Ontario) est un joueur canadien de football canadien évoluant pour le Rouge et Noir d'Ottawa de la Ligue canadienne de football à la position de joueur de ligne offensive.

## Honneurs
- Champion de la Coupe Grey : 2016
- Équipe d'étoiles de la division Est de la LCF : 2017, 2018